# 黃曾源
黃曾源（1858年—1935年丙子十月廿四日），字石孫，號立午，晚號槐癭。其先鐵嶺人，駐防福建閩縣洋嶼鄉漢軍正黃旗人，清朝政治人物、進士出身。

## 生平[1]
光緒十四年，福建鄉試舉人；光緒十六年，登進士，同年五月，改翰林院庶吉士。光緒十八年五月，散館，授翰林院編修。光緒二十一年，任國史館協修官。光緒二十四年，任本衙門撰文官、功臣館纂修官；次年改鑲紅旗管學官。光緒二十七年，任山東道監察御史、署督理街道御史、署禮科給事中、江南道監察御史。后掌四川道監察御史、掌河南道監察御史。改安徽徽州府知府。后任山東青州府知府。宣統二年，任山東濟南府知府。